# 封阳石城
封阳石城，位于中国广西壮族自治区贺州市八步区铺门镇中华村。2009年5月4日，列入第六批广西壮族自治区文物保护单位。
此地为汉代封阳县县治。明正统十二年，石城内设封阳巡检司；南明时期，总兵罗金鼐在石城内组织抗清斗争；1911年，在北门外设信都县；1919年，信都县治迁往今信都镇。抗战时期，信都县再迁石城。1953年，撤信都县并入贺县，石城逐渐荒废。